# Attu Station
Attu Station è un census-designated place (CDP) degli Stati Uniti d'America, situato nello Stato dell'Alaska e in particolare nella Census Area delle Aleutine Occidentali. Un censimento del 2010 ha quantificato la popolazione residente in 21 unità, vale a dire il personale della Guardia Costiera della stazione di Casco Cove Coast. Tuttavia, nell'agosto 2010, la base è stata chiusa e l'isola è disabitata. Benché spesso considerato il territorio più a ovest degli Stati Uniti, per la sua collocazione ad ovest del 180º meridiano (e quindi nell'emisfero orientale) è in realtà uno dei luoghi più ad est degli Stati Uniti.